# 디이그제큐티브센터

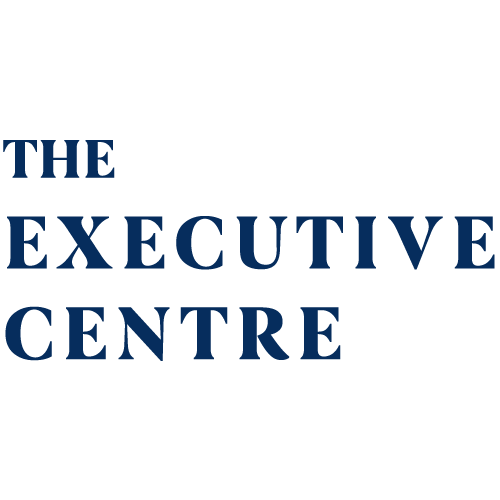
디이그제큐티브센터 심벌 마크

디이그제큐티브센터(영어: The Executive Centre)는 업무 공간을 제공하는 기업으로 1994년 홍콩에서 창립되었다. 현재 중화권, 동남아시아, 한국, 일본, 인도, 스리랑카, 호주, 중동 등 14개국 32개 도시에서 135개 이상의 센터를 운영하고 있다. 디이그제큐티브센터는 엔터프라이즈 솔루션, 프라이빗 오피스, 공유 오피스 및 가상 오피스를 제공하며 각각 라운지 공간, 회의 시설, 화상 회의 시스템 및 비즈니스 컨시어지 서비스를 제공하고 있다. 2000년에 서울에 처음으로 센터를 오픈하며 한국시장에 진출하였다.

## 지점

### 대한민국

#### 서울
- 강남파이낸스센터점: 서울특별시 강남구 테헤란로 152소재이다.
- 글라스타워점: 서울특별시 강남구 테헤란로 534소재이다.
- 서울파이낸스센터점: 서울특별시 중구 세종대로 136소재이다.
- Two IFC & Three IFC점: 서울특별시 영등포구 국제금융로 10소재이다.